# 제38SS척탄병사단 니벨룽겐
제38SS척탄병사단 니벨룽겐(38. SS-Grenadier-Division „Nibelungen“)은 나치 독일의 무장친위대 사단 중 하나이다. 1945년 3월 바트퇼츠의 친위대 간부후보생 학교 교직원들과 학생들을 모아 편성했다.
간부후보생 학교 인원들에 더하여 친위대 총통경호사령부 병력과 세관국경경비대 2개 대대, 제6SS산악사단 노르트가 궤멸당한 뒤 남은 잔존병력, 제7SS의용산악사단 프린츠 오이겐의 1개 중대, 친위대 제30무장척탄병사단의 장교들, 프랑스인 600명, 히틀러 청소년단 1개 대대가 더해졌다. 그럼에도 이 사단은 이름만 사단이지 단 한번도 병력 수가 여단급 병력인 6,000 명 전후를 넘어선 적이 없다.

니벨룽겐 사단은 1945년 4월 24일 전투준비가 완료되었고 다뉴브강 전선에서 제13SS육군단에 배속되어 강 남안의 미군과 싸우다 전멸 했다.

## 같이 보기
- 독일 국방군의 사단 목록